# Dicranomyia vaccha
Dicranomyia vaccha är en tvåvingeart som först beskrevs av Alexander 1966.  Dicranomyia vaccha ingår i släktet Dicranomyia och familjen småharkrankar. Inga underarter finns listade i Catalogue of Life.